# Гејлсбург (Канзас)
Гејлсбург (енгл. Galesburg) град је у америчкој савезној држави Канзас.

## Демографија
По попису из 2010. године број становника је 126, што је 24 (-16,0%) становника мање него 2000. године.
| Група             | 2000.       | 2010.       |
| Белци             | 143 (95,3%) | 121 (96,0%) |
| Афроамериканци    | 0 (0,0%)    | 0 (0,0%)    |
| Азијати           | 0 (0,0%)    | 0 (0,0%)    |
| Хиспаноамериканци | 6 (4,0%)    | 3 (2,4%)    |
| Укупно            | 150         | 126         |